# Рехіно-Рамірес (Техас)
Рехіно-Рамірес (англ. Regino Ramirez) — переписна місцевість (CDP) в США, в окрузі Старр штату Техас. Населення — 120 осіб (2020).

## Географія
Рехіно-Рамірес розташоване за координатами 26°29′17″ пн. ш. 98°56′2″ зх. д. / 26.48806° пн. ш. 98.93389° зх. д. (26.487986, -98.933774).  За даними Бюро перепису населення США в 2010 році переписна місцевість мала площу 0,06 км², уся площа — суходіл.

## Демографія
Згідно з переписом 2010 року, у переписній місцевості мешкало 85 осіб у 22 домогосподарствах у складі 21 родини. Густота населення становила 1458 осіб/км².  Було 28 помешкань (480/км²).
Расовий склад населення:
| - 87,1 % — білих - 4,7 % — осіб інших рас |

До двох чи більше рас належало 8,2 %. Частка іспаномовних становила 100,0 % від усіх жителів.
За віковим діапазоном населення розподілялося таким чином: 37,6 % — особи молодші 18 років, 54,2 % — особи у віці 18—64 років, 8,2 % — особи у віці 65 років та старші. Медіана віку мешканця становила 26,3 року. На 100 осіб жіночої статі у переписній місцевості припадало 107,3 чоловіків;  на 100 жінок у віці від 18 років та старших — 103,8 чоловіків також старших 18 років.
Середній дохід на одне домашнє господарство  становив 19 992 долари США (медіана — 16 645), а середній дохід на одну сім'ю — 19 992 долари (медіана — 16 645). За межею бідності перебувало 62,7 % осіб, у тому числі 78,8 % дітей у віці до 18 років та 0,0 % осіб у віці 65 років та старших.
Цивільне працевлаштоване населення становило 18 осіб. Основні галузі зайнятості: освіта, охорона здоров'я та соціальна допомога — 66,7 %, транспорт — 33,3 %.